# İqtisadçı Baku
İqtisadçı Baku, azerski klub siatkarski kobiet, powstały w 2005 r. w Baku. Klub występuje w rozgrywkach azerskiej Superligi.

## Osiągnięcia
- Mistrzostwa Azerbejdżanu:
  -  2. miejsce: 2013
  -  3. miejsce: 2010, 2011, 2014